# 涅吉达尔人
涅吉达尔人，人口567人(2002)，在哈巴罗夫斯克一带生活。与鄂温克人有关，属于清代奇愣部，语言也与鄂温克语有关，也是朝鮮人口中的兀狄哈。
大多数信仰东正教,也有信仰萨满教，每年秋天也有熊祭。